# Misstress Barbara
Bárbara Bonfiglio, conocida con el sobrenombre de Misstress Barbara (Sicilia, 18 de noviembre de 1975) es una DJ y productora canadiense. Nació en un pequeño pueblo en la falda del Monte Etna en Italia y se le considera una de las más prestigiosas DJ del mundo.
Su nombre artístico, «Misstress», escrito con cuatro eses, es un juego de palabras compuesto de dos palabras inglesas «miss» y «stress». Actualmente reside en Montreal (Quebec, Canadá), donde su familia emigró cuando ella contaba solo con ocho años. 

## Biografía
A la edad de doce años empieza a tocar el tambor. Pasa después a la batería en una banda de heavy metal, y no muestra gran aprecio por la música house. Se interesa en la música electrónica desde el 1994, al terminar su bachillerato (diploma francófono) en la modalidad de comunicación (especialidad en cine). Comienza a tocar en las discotecas de las ciudades canadienses de Quebec, de Trois-Rivières y de Toronto (en la provincia anglófona de Ontario, Canadá), donde trabajaba en un videoclub y en un restaurante. 
Ha continuado su carrera tocando música en casi todo el mundo desde 1996, cuando debutó como pinchadiscos. Ha realizado producciones con algunas de las más importantes discográficas Techno del mundo (Tronic, Rotation, Strive e In-Tec) y también ha compuesto piezas musicales para películas. Buena parte de sus influencias musicales proceden de la música latina y el jazz.
En 1999 Bárbara creó su propio sello discográfico, Relentless Music, renombrado como Iturnem a principios del 2004. Misstress Bárbara ha tocado con conocidos artistas como Carl Cox y Björk, entre otros.
Ha actuado en clubes y raves por todo el mundo, como Aria (Montreal, Quebec), Rex (París, Francia), Florida 135 (Fraga, España), Velvet Underground (Londres, Reino Unido), o Twilo (Nueva York, Estados Unidos).
Uno de los momentos más importantes en su carrera fue su exhibición en el evento "Fashion Cares" en Toronto a favor de las víctimas del sida. Participó también en otros acontecimientos como I Love Techno (Bélgica) y Sonar (Barcelona, España). Durante cinco años consecutivos (2001-2006) ha cerrado el festival de música techno de Monegros, que es el máximo referente del sur de Europa.
Se la considera una figura importante del universo musical moderno, aunque no sea todavía muy conocida por sus compatriotas transalpinos. Destaca especialmente por su habilidad con la mesa de mezclas, siempre en estilos house y techno. Su "hard beat" es tan personal que resulta fácilmente reconocible en sus producciones.

## Discografía

### Álbumes
- 2009: I'm No Human (EQ)

Álbumes de mezclas
- 2001: Relentless Beats (Moonshine)
- 2001: "Relentless Beats Vol 2" (Moonshine)
- 2002: Trust the DJ: MB01 (Trust the DJ)
- 2002: Trust the DJ: MB02 (Trust the DJ)
- 2006: Come with Me... (Uncivilized World)

### Singles
- "I'm Running" ft. Sam Roberts – #67 Canada
- "Four On The Floor"
- "Dance Me to the End of Love"
- "Don't Leave/ Come BacK"
- "Barcelona"
- "K-10/ Azzurri"
- "Come With Me"
- "On Fire" (Misstress Barbara & Carl Cox)
- "Gloria Grande"
- "In Da Moda Da Nite"
- "Misstress Barbara vs. Barbara Brown Vol 2"
- "Misstress Barbara vs. Barbara Brown Vol 1"
- "Growing Pains"
- "Effect Karma"
- "666 FVW"
- "Emotions On Plastic EP"
- "Naked Thought EP"
- "Barbara Brown Presents: Il Minestrone"
- "Zero ID3"
- "Relentless Desire EP"
- "Barbara Brown Presents: Dammelo, Mi Piace EP"
- "Royal Comfort (By Foreign Textures - Misstress Barbara & Christian Smith)
- "Cry And Dry"
- "First Reality EP"
- "Never Could Have Your Heart"
- "Endless Passion"
- "Sagittarius"
- "International Artists EP"
- "Steps Towards Comprehension EP"

### Compilados
- "Iturnem In Pink"
- "White Is Pure"

### Premios y nominaciones
| Año  | Presentador                              | Categoría                                      | Resultado |
| ---- | ---------------------------------------- | ---------------------------------------------- | --------- |
| 2010 | Juno Awards                              | "I'm No Human" - Mejor grabación dance del año | Nominado  |
| 2009 | GAMIQ Awards (Quebec Indie Music Awards) | "I'm No Human" - Mejor álbum electro del año   | Nominado  |
| 2002 | UK Underground Dance Music Awards        | "Best Breakthrough DJ"                         | Ganador   |
| 2002 | MIMI Awards                              | SODRAC Prize                                   | Ganador   |